# El joc de Hollywood
El joc de Hollywood (títol original en anglès The Player) és una pel·lícula estatunidenca dirigida per Robert Altman i estrenada l'any 1992.	Ha estat doblada al català.

## Argument
Griffin Mill (Tim Robbins), productor cinematogràfic de Hollywood, rep amenaces escrites d'un guionista al qual va rebutjar un projecte. Intenten arribar a un acord, però després d'una terrible discussió, Griffin el mata. Donada la crisi econòmica per la qual travessen els estudis, aquests faran tot el possible perquè eludeixi la responsabilitat dels fets.

## Repartiment
- Tim Robbins: Griffin Mill
- Greta Scacchi: June Gundmundsdottir
- Whoopi Goldberg: la inspectora Susan Avery
- Fred Ward: Walter Stuckel
- Peter Gallagher: Larry Levy
- Brion James: Joel Levison
- Cynthia Stevenson: Bonnie Sherow
- Vincent D'Onofrio: David Kahane
- Dean Stockwell: Andy Civella
- Lyle Lovett: Detectiu DeLongpre
- Richard E. Grant: Tom Oakley
- Sydney Pollack: Dick Mellen
- Dina Merrill: Celia Beck
- Gina Gershon: Whitney Gersh

## Comentari
El joc de Hollywood es va vendre com el retorn de Robert Altman, recuperat dotze anys després del fracàs comercial de Popeye (1980). Aquesta afirmació no era correcta, ja que Altman no havia deixat de dirigir pel·lícules, obres de teatre i programes de televisió. No obstant això, El joc de Hollywood, que evidencia modernitat i mestratge estremidores, va col·locar Altman de nou a la cresta de l'onada, malgrat que tracta d'un entreteniment fabulosament
cínic.
L'enginyós guió, una adaptació de Michael Tolkin de la seva pròpia novel·la, sembla una adaptació a la pantalla de La foguera de les vanitats, de Tom Wolfe, més reeixida que l'adaptació oficial realitzada per Brian De Palma el 1990.
La trama és un thriller que gira al voltant d'una identitat misteriosa, un assassinat accidental, la decepció, el fracàs, les coincidències, el perill físic i la intriga sexual. Altman la porta endavant d'una manera impecable. Com és habitual en ell, Altman s'esplaia a l'hora de mostrar aquest detallat mosaic, un món en miniatura. Amb excèntrics personatges secundaris, incidents fugaços, converses intranscendents, i estranyes digressions que converteixen El joc de Hollywood en una cosa meravellosa.

## Premis
- Robert Altman va guanyar diversos premis europeus com a millor director (el BAFTA, al Festival de Canes,[3] i va ser nominat a un Oscar i un Globus d'Or al millor director (la pel·lícula va guanyar el Globus d'Or a la millor comèdia o musical).
- Tolkin va ser nominat per un Oscar al millor guió adaptat, i va rebre un Premi Edgar al millor guió.
- Geraldine Peroni va ser nominada a l'Oscar al millor muntatge.
- Tim Robbins també va guanyar el Globus d'Or com a millor actor en una comèdia o musical i el millor actor al Festival de Cinema de Cannes.[3]
- Nominat al César a la millor pel·lícula estrangera